# Laëtitia Payet
Pour les articles homonymes, voir Payet.
Laëtitia Payet, née le 2 octobre 1985 à Hennebont, est une judoka française évoluant dans la catégorie des moins de 48 kg. Trois fois médaillée de bronze aux Championnats d'Europe, en 2011, 2012 et 2013, elle remporte trois médailles mondiales dans les compétitions par équipes.

## Biographie
Payet pratique la danse jusqu'à l'âge de douze ans. Après un déménagement, fait pendant six mois du patinage artistique avant d'opter pour le judo qu'elle découvre à la suite de ses frères et sœurs.
Médaillée de bronze aux championnats de France des moins de 20 ans en mai 2002, elle obtient la médaille d'argent de cette même compétition l'année suivante, année où elle est troisième des championnats de France séniors. En 2004, elle remporte sa troisième médaille consécutive aux championnats de France des moins de 20 ans, remportant le titre face à Virginie Belmonte. En 2005, elle remporte le titre sénior, devant Émilie Lafont. En octobre, elle remporte le titre européen par équipe. En novembre, elle remporte le titre européen des moins de 23 ans à Kiev. En janvier 2006, elle remporte son deuxième titre de championne de France, à Amiens face à Amel Bensemain. En septembre, elle remporte avec l'équipe de France les Championnats du monde par équipes disputés à Paris. En décembre, elle termine troisième des championnats du monde universitaires à Suwon. Dès le mois de janvier 2007, elle termine deuxième des championnats de France à Dijon, battue par Aurore Urani Climence. En 2008, elle remporte en janvier les championnats de France en battant Lucile Duport. En octobre de la même année, elle remporte la médaille d'argent des championnats du monde par équipes de Tokyo, les Françaises étant battues par les Japonaises. Elle remporte un nouveau titre de championne de France en 2009, battant en finale Frédérique Jossinet.
Lors des championnats de France 2010 de Montbéliard, elle est battue en finale par Aurore Climence. Elle participe aux mondiaux de Tokyo où elle est éliminée par Hongroise Éva Csernoviczki.
Elle remporte sa première médaille dans un grand championnat international lors des championnats d'Europe d'Istanbul. Elle obtient la médaille de bronze, tout comme Frédérique Jossinet qui gagne l'autre médaille de bronze de la catégorie. Lors des mondiaux disputés à Paris, elle échoue en huitième de finale, battue par Éva Csernoviczki au golden score.
Lors des championnats d'Europe de Tcheliabinsk, elle est battue en demi-finale par la Roumaine Alina Alexandra Dumitru. Lors de la rencontre pour la médaille de bronze, elle est opposée à sa principale rivale pour représenter la France aux Jeux olympiques de Londres. Payet est alors numéro douze mondiale, et Jossinet numéro quinze. Payet s'impose aux pénalités. C'est Payet qui est choisie, Jossinet assurant le rôle de remplaçante. Lors du tournoi olympique, elle est éliminée dès le deuxième tour face à la Brésilienne Sarah Menezes. Cette dernière, future championne olympique, s'impose sur un yuko à dix-huit secondes de la fin.
En début d'année 2013, elle est finaliste lors du tournoi de Paris, battue par la Japonaise Haruna Asami. En avril, lors des championnats d'Europe de Budapest, elle remporte sa troisième médaille de bronze consécutive lors d'un championnat d'Europe grâce à un ippon obtenu sur immobilisation face à la Belge Amélie Rosseneu. Lors des mondiaux 2013 de Rio de Janeiro, elle s'incline sur deux pénalités au troisième tour contre la Turque Ebru Sahin. Alignée lors de la compétition par équipes, elle remporte la médaille de bronze, la France s'imposant trois à deux face aux Pays-Bas. À la fin du mois, elle est battue en finale des championnats de France par Aurore Climence.
Après les mondiaux, elle décide de faire une pause dans sa carrière pour mettre au monde un enfant. Après cette naissance, elle doit rapidement perdre le poids qu'elle a pris, 22 kg, pour pouvoir participer dès novembre 2014 aux championnats de France, étape obligatoire pour participer à la recherche de quotas pour les Jeux olympiques de Rio. Elle termine à la deuxième place de ces championnats de France.
En 2015, elle remporte les tournois en coupe du monde, à Tunis et à Casablanca. La Fédération n'engage aucune athlète lors des Jeux européens de Bakou. Elle dispute ensuite le Grand Slam de Bakou où elle termine deuxième mais n'est pas retenue pour les championnats du monde. Un an après la naissance de son enfant, elle remporte en juillet le tournoi de Mongolie. Lors du tournoi de Paris, elle dénonce ce qu'elle considère comme une égalité de traitement de la part de la Fédération qui la prive des grands tournois internationaux, comme le Grand Slam d'Abu Dhabi. Après une tentative auprès du Comité national olympique et sportif français (Cnosf), elle saisit le tribunal arbitral du sport (TAS). Elle est absente des championnats de France de novembre.
Lors des championnats d'Europe de Kazan, elle est éliminée au deuxième tour par la Turque Dilara Lokmanhekim au nombre de pénalités. Débarrassée de la concurrence d'Amandine Buchard qui a décidé de changer de catégorie pour rejoindre les moins de 52 kg, elle obtient sa qualification pour les Jeux olympiques de Rio de Janeiro via les places deux continentales réservées à l'Europe, grâce notamment à une médaille de brone lors du Grand Slam de Bakou. Lors du tournoi olympique, elle est éliminée en huitièmes de finale par la numéro un mondiale, la Mongole Urantsetseg Munkhbat.
Après avoir annoncé en octobre sa fin de carrière en fin de la saison 2016-2017, elle est sélectionnée pour participer à sa treizième édition du tournoi de Paris, dans sa nouvelle catégorie des moins de 52 kg. Elle est éliminée au deuxième tour, face à la Kosovare Distria Krasniqi. Le mois suivant, elle est éliminée en demi-finale d'un tournoi à Casablanca par Charline Van Snick.

## Palmarès

### Compétitions internationales
| Année | Compétition                               | Lieu         | Résultat | Catégorie      |
| ----- | ----------------------------------------- | ------------ | -------- | -------------- |
| 2005  | Championnats d'Europe des moins de 23 ans | Istanbul     | 1re      | Moins de 48 kg |
| 2011  | Championnats d'Europe                     | Istanbul     | 3e       | Moins de 48 kg |
| 2012  | Championnats d'Europe                     | Budapest     | 3e       | Moins de 48 kg |
| 2013  | Championnats d'Europe                     | Tcheliabinsk | 3e       | Moins de 48 kg |

Outre ses médailles individuelles, elle obtient des médailles dans des compétitions par équipes
| Année | Compétition           | Lieu           | Résultat |
| ----- | --------------------- | -------------- | -------- |
| 2006  | Championnats du monde | Paris          | 2e       |
| 2008  | Championnats du monde | Tokyo          | 1re      |
| 2012  | Championnats d'Europe | Tcheliabinsk   | 2e       |
| 2013  | Championnats du monde | Rio de Janeiro | 3e       |

### Tournois Grand Chelem et Grand Prix
| Année | Compétition              | Lieu        | Résultat | Catégorie      |
| ----- | ------------------------ | ----------- | -------- | -------------- |
| 2009  | Grand Prix Abu Dhabi     | Abu Dhabi   | 3e       | moins de 48 kg |
| 2009  | Grand Prix Qingdao       | Qingdao     | 3e       | moins de 48 kg |
| 2010  | Grand Prix de Tunis      | Tunis       | 2e       | moins de 48 kg |
| 2010  | Grand Slam de Moscou     | Moscou      | 3e       | moins de 48 kg |
| 2010  | Grand Prix Abu Dhabi     | Abou Dabi   | 3e       | moins de 48 kg |
| 2010  | Grand Prix Qingdao       | Qingdao     | 2e       | moins de 48 kg |
| 2012  | Grand Prix Düsseldorf    | Düsseldorf  | 3e       | moins de 48 kg |
| 2013  | Grand Slam de Paris      | Paris       | 2e       | moins de 48 kg |
| 2015  | Grand Prix d'Oulan-Bator | Oulan-Bator | 1re      | moins de 48 kg |
| 2016  | Grand Prix Samsun        | Samsun      | 3e       | moins de 48 kg |
| 2016  | Grand Slam de Bakou      | Bakou       | 3e       | moins de 48 kg |

### Championnats de France

#### Individuel
- Médaille de bronze en 2016 à Montbéliard.
- Médaille d'argent en 2014 à Villebon-sur-Yvette.
- Médaille d'argent en 2010 à Périgueux.
- Médaille d'argent en 2010 à Montbéliard.
- Médaille d'or en 2006 à Paris.
- Médaille d'or en 2008 à Toulon.
- Médaille d'argent en 2007 à Dijon.
- Médaille d'or en 2006 à Amiens.
- Médaille d'or en 2005 à Villebon-sur-Yvette.
- Médaille de bronze en 2004 à Paris.
- Médaille de bronze en 2003 à Stade Pierre de Coubertin.

#### Équipes
- Médaille d'argent en 2011 à Amiens.
- Médaille de bronze 2008 à Paris.